# Herbert Theurillat
Pour les articles homonymes, voir Theurillat.
Herbert Léon Marcel Theurillat est un peintre, graveur et dessinateur suisse, né le 12 mars 1896 à Saint-Imier et mort à Collonge-Bellerive le 15 décembre 1987.

## Biographie
Venu s'installer à Genève en 1919, il devient professeur de composition aux Beaux-Arts de la ville dès 1941. De 1951 à 1956, il est membre de la Commission fédérale des Beaux-Arts.
En 1968, la ville de Genève organise et patronne sa « Rétrospective 30 ans de peinture », au Musée Rath.

## Techniques de peinture
- Il s'essaye à différentes techniques : cire (pastel), néocolor et huile.

## Recherche

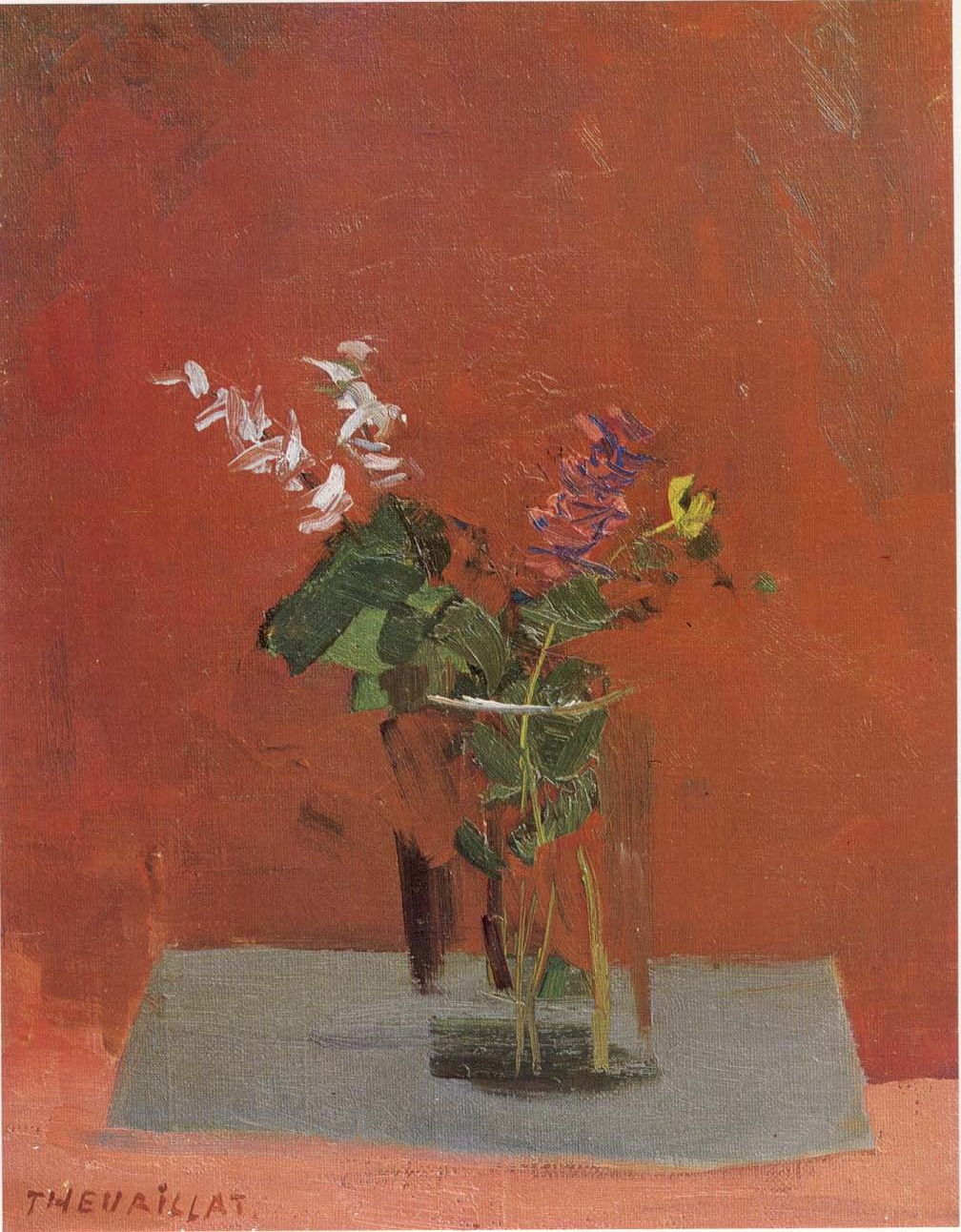
Les corydales (1960), huile, 35x27cm.

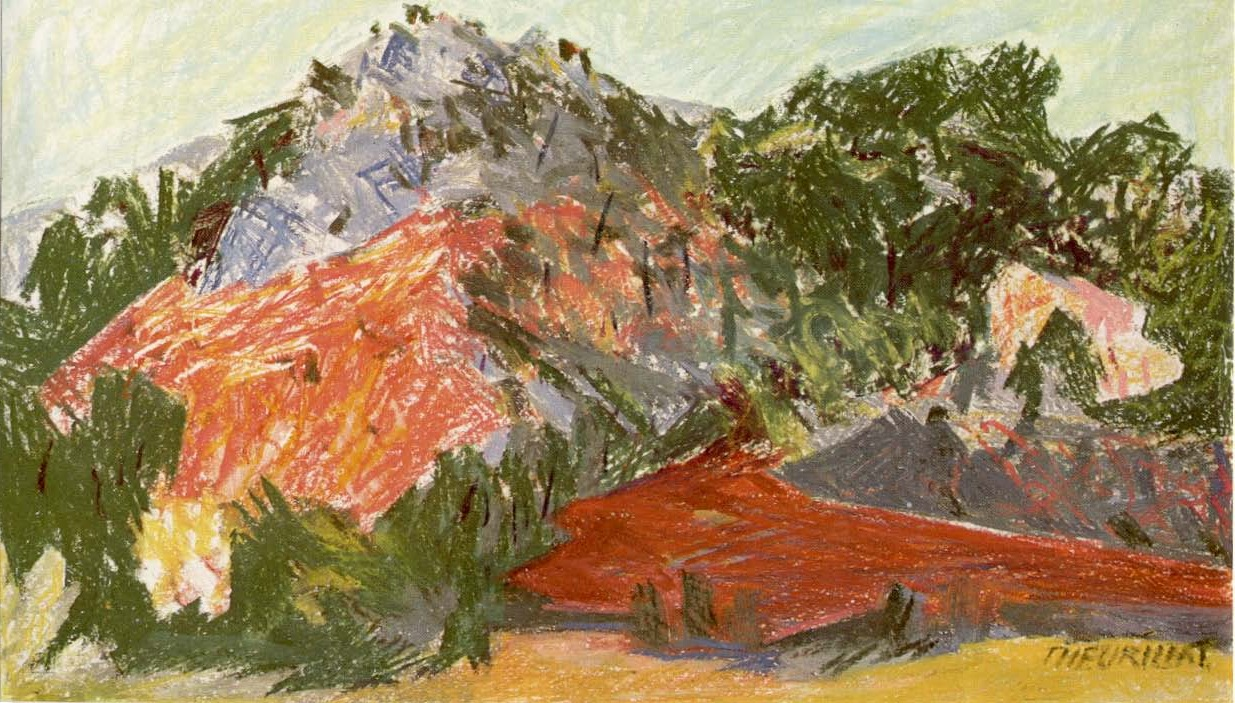
Vers Aix en Provence (1965), cire, 72x55cm.

À propos des corydales, « Herbert Theurillat ne s'est pas contenté de pousser jusque dans leurs derniers retranchements ses recherches dans l'huile, il a trouvé dans une technique nouvelle, la cire (craie grasse), un instrument très souple et chaleureux qui lui a permis de fixer, en quelques touches rapides prises sur le vif, des paysages admirables, notamment du Midi, de cette Provence d'inspiration inépuisable pour les peintres. Il y a là, des pages de toute beauté qui sont d'un grand artiste ».

## Prix et récompenses
- 1930, 1933 et 1939: Lauréat du Prix Diday
- 1940 : 1er prix au Concours Alexandre Calame
- 1941 : 1er prix de la peinture suisse à Zurich